# Maico

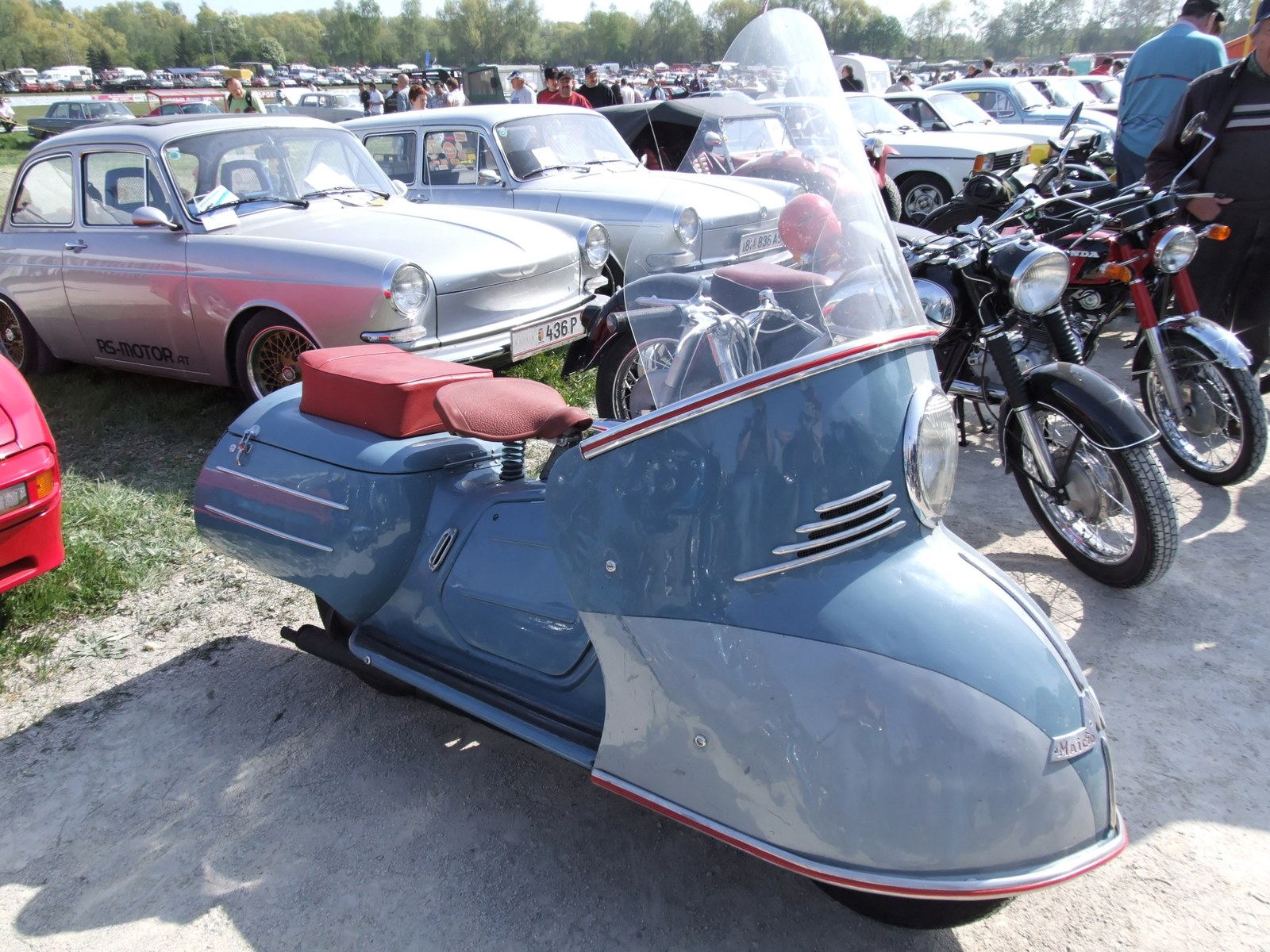
Motorcykel från Maico

Maicowerk A.G. var en västtysk motorcykeltillverkare som producerade en rad tvåtaktsmotorcyklar från tidigt 1930-tal till mitten av 1980-talet.